# Alexander M. Patch

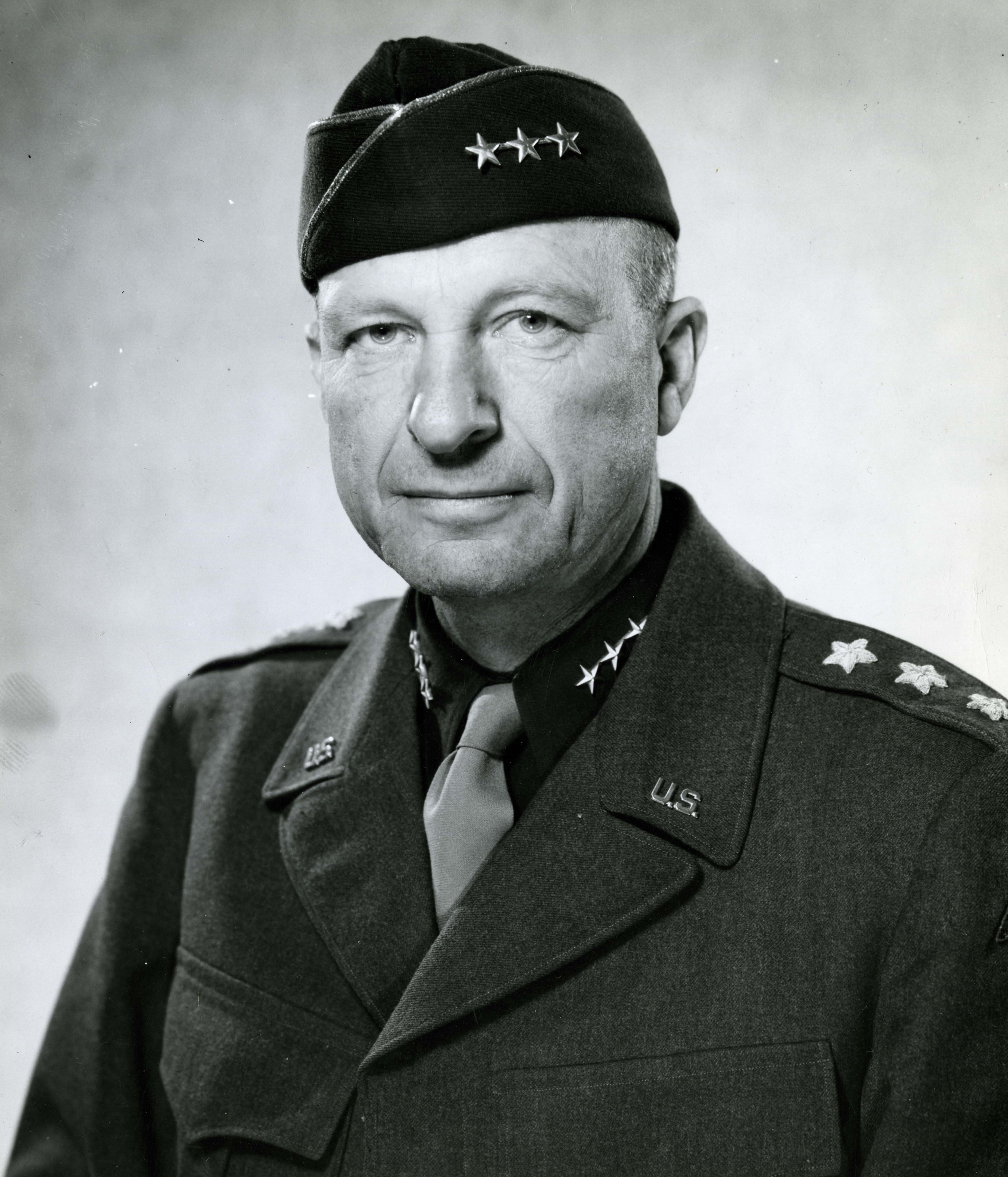
Lieutenant General Alexander M. Patch

Alexander McCarrell „Sandy“ Patch junior (* 23. November 1889 in Fort Huachuca, Arizona; † 21. November 1945 in Fort Sam Houston, Texas) war ein Lieutenant General der US Army, der im Zweiten Weltkrieg diente. Im Pazifikkrieg kommandierte er während der Invasion von Guadalcanal Truppen der US Army und des US Marine Corps und danach vom März 1944 bis zum Juni 1945 die 7. US-Armee auf dem europäischen Kriegsschauplatz. Patch wurde am 19. Juli 1954, rund neun Jahre nach seinem Tod, posthum zum General befördert.

## Leben

### Herkunft
Patch wurde 1889 auf dem US-Stützpunkt Fort Huachuca im US-Bundesstaat Arizona als Sohn des dortigen Stützpunkt-Kommandeurs Alexander McCarrell Patch (1854–1924) und seiner Ehefrau Annie Brownlee  Moore (1850–1915), einer Tochter des Abgeordneten William S. Moore geboren. Sein älterer Bruder Joseph D. Patch (1885–1966) diente ebenfalls als Offizier, stieg 1942 zum Generalmajor auf und wurde auch als militärischer Schriftsteller bekannt.

### Ausbildung und Erster Weltkrieg
Im Alter von 20 Jahren erhielt Alexander Patch 1909 seine Zulassung zur US Military Academy in West Point. Patch wollte wie sein Vater Kavallerieoffizier werden, erkannte jedoch, dass diese Truppengattung im Industriezeitalter überholt erschien und erhielt sein Offizierspatent 1913 letztendlich als Second Lieutenant der Infanterie.
Während des Ersten Weltkrieges diente Patch in der Infanterie und als Ausbilder an der US-Army-Schule für Maschinengewehre. Im Herbst 1918 kam er mit den American Expeditionary Forces in Frankreich zum Fronteinsatz. George C. Marshall, der zu dieser Zeit im Stab von General John J. Pershing diente, wurde zu dieser Zeit auf ihn aufmerksam.

### Zweiter Weltkrieg
Im Zuge des Ausbaus der US Army vor dem Eintritt der Vereinigten Staaten in den Zweiten Weltkrieg beförderte Marshall, der nun Generalstabschef der US Army war, Patch am 4. August 1941 zum Brigadier General und versetzte ihn nach Fort Bragg, North Carolina, um dort die Ausbildung neuer Soldaten zu übernehmen.
Als die Vereinigten Staaten nach dem japanischen Angriff auf Pearl Harbor am 7. Dezember 1941 in den Krieg eintraten, beschloss das Oberkommando zusätzliche Infanterieeinheiten zusammenzustellen und diese in den Pazifikraum zu entsenden. Nach den weiteren Eroberungen der Japaner auf den Philippinen und in anderen südostasiatischen Ländern sollte die japanische Expansion aufgehalten werden.
Am 14. Januar 1942 wurde die Einsatzgruppe 6814 im New Yorker Hafen aktiviert und unter das Kommando von Brigadier General Patch gestellt. Ihr Einsatzziel war die Insel Neukaledonien im Pazifik. Die Gruppe erreichte den Hafen von Nouméa am 12. März. Der Einsatzbefehl Patchs, der am 10. März zum Major General befördert worden war, lautete Neukaledonien gegen japanische Angriffe zu verteidigen.
Das 164. Infanterieregiment löste am 19. April die beiden Regimenter 132 und 182 der Einsatzgruppe 6184 ab. Zusätzlich wurde Feldartillerie angelandet. Anschließend durchliefen die Einheiten eine Reorganisation. Die 23rd Infantry Division, besser bekannt als Americal Division, wurde am 24. Mai auf Neukaledonien aufgestellt. Nach der Erfüllung ihrer Aufgaben lösten neue Kräfte der Einsatzgruppe 6814 die Americal Division ab, deren 164. Infanterieregiment nach Guadalcanal verlegt wurde.

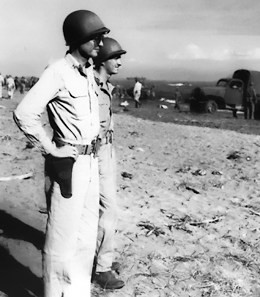
Major General Alexander M. Patch, Jr. beobachtet die Ankunft der Truppen auf Guadalcanal

Die Salomoneninsel Guadalcanal wurde am 13. Oktober von den ersten Einheiten erreicht. Dort griff die Americal Division das erste Mal ernsthaft in das Kampfgeschehen des Pazifikkriegs ein, als Japaner am 26. Oktober die Positionen des 2. und 3. Bataillons des 164. Regiments angriffen, um zum Flugplatz Henderson Field durchzubrechen. Nach zwei Tagen zogen sich die Japaner unter dem Verlust von rund 1.000 Mann zurück. Nachdem die komplette Division am 12. November auf Guadalcanal angekommen war, beteiligte sie sich an der Offensive westlich des Matanikau-Flusses. Anfang Dezember übernahm sie dann die volle Kontrolle über alle Kampfplätze auf der Insel. Damit löste sie die 1st Marine Division ab.
Im Hauptquartier des XIV. US-Korps planten die Generale Patch und Edmund B. Sebree, der Patch im Dezember als Kommandeur der Americal Division abgelöst hatte, da dieser das Kommando über die gesamte Guadalcanal-Operation übernahm, eine Großoffensive zur Einnahme der noch besetzten Gebiete der Insel.
Marshall war wiederum beeindruckt von Patch und beorderte ihn auf den europäischen Kriegsschauplatz, um die 7. US-Armee zu übernehmen. Nach der Operation Dragoon, der Invasion Südfrankreichs ab dem 15. August 1944, führte Patch die Armee in einer schnellen Offensive die Rhone hinauf. Am 9. September traf er mit Teilen von George S. Pattons 3. US-Armee zusammen, die aus der Normandie kamen.
Patch erlebte eine persönliche Tragödie, als sein Sohn Captain Alexander M. Patch III., der als Kompaniechef in der 79th Infantry Division diente, am 22. Oktober 1944 im Kampf gegen die Deutschen fiel.

### Kriegsende und Tod
Nach dem Kriegsende im Mai behielt Patch das Kommando über die 7. US-Armee bis zum Juni 1945. Im August kehrte er in die Vereinigten Staaten zurück und übernahm, am 18. August zum Lieutenant General ernannt, in Presidio, Kalifornien, das Kommando über die 4. US-Armee. Kurze Zeit später wurde er jedoch mit Lungenproblemen in ein Krankenhaus eingeliefert. Patch starb am 21. November 1945 in einem Krankenhaus in Fort Sam Houston, Texas, an einer Lungenentzündung. Er ist auf dem Friedhof der Militärakademie in West Point begraben.

## Ehrungen
Die Kurmärker Kaserne, heute Patch Barracks, in Stuttgart-Vaihingen wurde am 4. Juli 1952 nach ihm benannt. Sie beherbergt das Hauptquartier des US European Command. Am 19. Juli 1954 wurde Patch posthum zum General befördert. Außerdem ist am Strand von Pampelonne, einem der Schauplätze der Operation Dragoon, heute eine Straße nach ihm benannt, der Boulevard du General Patch – unter anderem Adresse des weltberühmten Club 55.

## Auszeichnungen
Auswahl der Dekorationen, sortiert in Anlehnung der Order of Precedence of Military Awards:
- Army Distinguished Service Medal (3 x)
- Navy Distinguished Service Medal
- Bronze Star
- Großkreuz des belgischen Leopoldsorden
- Kommandeur der französischen Ehrenlegion
- Croix de guerre mit Palme
- Companion of the Order of the Bath

## Bücher
- William K. Wyant: Sandy Patch – A Biography of Lt. Gen. Alexander M. Patch. 1991, ISBN 0-275-93454-3.